# سلکام‌دیجی
سلکام‌دیجی برهاد (با نام تجاری CelcomDigi) که قبلاً با نام دیجی‌دات‌کام برهاد (با نام تجاری Digi) شناخته میشد، یک شرکت ارتباطاتی و ارائه دهنده خدمات تلفن همراه در مالزی است. اکسیاتا و تله‌نور هر کدام با ۳۳٫۱٪ مالکیت مساوی در سلکام‌دیجی دارند. سلکام‌دیجی بزرگترین اپراتور بی سیم در مالزی است، با ۲۰٫۳ میلیون مشترک در پایان سه ماهه چهارم ۲۰۲۲.
سلکام‌دیجی در بورس مالزی زیرمجموعه قانون زیرساخت بوده و از طریق نماد سهام " CDB" فهرست شده است.
مدیر روابط عمومی پیشین دیجی‌دات‌کام، آقای تان سری نالاکاروپان سولیمالای است. او کسی است که با داتو سری انور ابراهیم متحد شده بود، ولی اکنون دشمن سیاسی او به حساب می‌آید.

## تاریخچه
در ۲۱ ژوئن ۲۰۲۱، پس از بحث‌های پیشرفته‌ای که از دو ماه قبل‌تر انجام شده بود، اکسیاتا و تله‌نور با ادغام سلکام و دیجی برای ایجاد یک مخابرات بالقوه قوی‌تر در مالزی موافقت کردند.
این معامله توسط سهامداران سلکام و دیجی در ۱۸ نوامبر ۲۰۲۲ تأیید شد. شرکت ادغام شده سلکام‌دیجی نام دارد. پس از این ادغام، اکسیاتا و تله‌نور مالکیت برابر و معادل ۳۳٫۱٪ از کل سهام شرکت تازه ادغام شده را خواهند داشت. ادغام در ۳۰ نوامبر ۲۰۲۲ تکمیل شد و شرکت در روز بعد فعالیت خود را آغاز کرد. دیجی‌دات‌کام برهاد در ۲۷ فوریه ۲۰۲۳ به سلکام‌دیجی برهاد تغییر نام داد.

## پوشش، محصولات و خدمات
سلکام‌دیجی عملیات شبکه‌های 2G EDGE ، 4G LTE ، 4G LTE-A و 5G NR را بر عهده دارد.
از دسامبر ۲۰۲۳، سلکام‌دیجی دارای پوشش ۹۷٪ تکنولوژی 4G LTE در مناطق پرجمعیت، و پوشش جمعیتی کشوری ۹۱٪  را در LTE-A دارد. پایین‌ترین کیفیت سیگنال دراین تکنولوژی -110dBm اندازه‌گیری شده است.
این شرکت انواع خدمات ارتباطی سیار را ارائه می‌دهد. این خدمات شامل تماس صوتی (با طرح‌های اعتباری و طرح‌های پس‌پرداخت)، پیامک ، خدمات داده (به شکل طرح‌های داده)، رومینگ بین‌المللی، کارت تماس بین‌المللی و خدمات WAP است.
دیجی دومین اپراتور در مالزی است که VoLTE را راه‌اندازی می‌کند، که در ابتدا برای آیفون‌های دارای نسخه سیستم عامل iOS 10.1 و بالاتر در دسترس بود.
| باند | فرکانس                                                                                      | عرض فرکانس                              | پروتکل             | یادداشت               |
| ---- | ------------------------------------------------------------------------------------------- | --------------------------------------- | ------------------ | --------------------- |
| 8    | 900 مگاهرتز (885~890، 930~935) (890~900، 935~945)                                           | 2*5 MHz یا 2*10 MHz                     | EDGE / LTE / LTE-A | (انقضا در ژوئن 2032)  |
| 3    | 1800 مگاهرتز (1745~1765، 1840~1860) (1765~1785، 1860~1880)                                  | 2*20 مگاهرتز x2                         | EDGE / LTE / LTE-A | (انقضای ژوئن 2032)    |
| 1    | 2100 مگاهرتز (1950~1965، 2140~2155)، (1965~1980، 2155~2170)، TDD : (2010~2015)، (2020~2025) | 2*15 مگاهرتز x2 5 مگاهرتز x2 (باند TDD) | LTE / LTE-A        | (انقضا آوریل 2034)    |
| 7    | 2600 مگاهرتز (2540~2560, 2660~2680)                                                         | 2*20 مگاهرتز                            | LTE / LTE-A        | طیف اجاره‌ای از ALTEL. |
| 7    | 2600 مگاهرتز (2560~2570، 2680~2690)، (2530~2540، 2650~2660)                                 | 2*20 مگاهرتز                            | LTE / LTE-A        | (تا ژوئن 2027)        |

## مشترکین
در سه ماهه چهارم سال ۲۰۲۲، سلکام‌دیجی دارای ۲۰٫۳ میلیون مشترک بود که شامل ۶۶٫۸٪ مشترکین اعتباری، ۳۲٫۹٪ مشترکان پس‌پرداخت و همچنین قسمت کوچکی از خدمات  پایه فیبر پرسرعت با ۰٫۳٪ بود.
گردش مالی متوسط کاربر ترکیبی برای دیجی و سلکام به ترتیب در RM40 و RM46 ثابت ماند که ناشی از تقاضای ثابت برای همه محصولات تلفن همراه است.

## مشاهدات بیشتر
- vcash، خدمات کیف پول الکترونیکی منسوخ شده توسط دیجی